# Wilhelm Lesenberg (Mediziner, 1802)

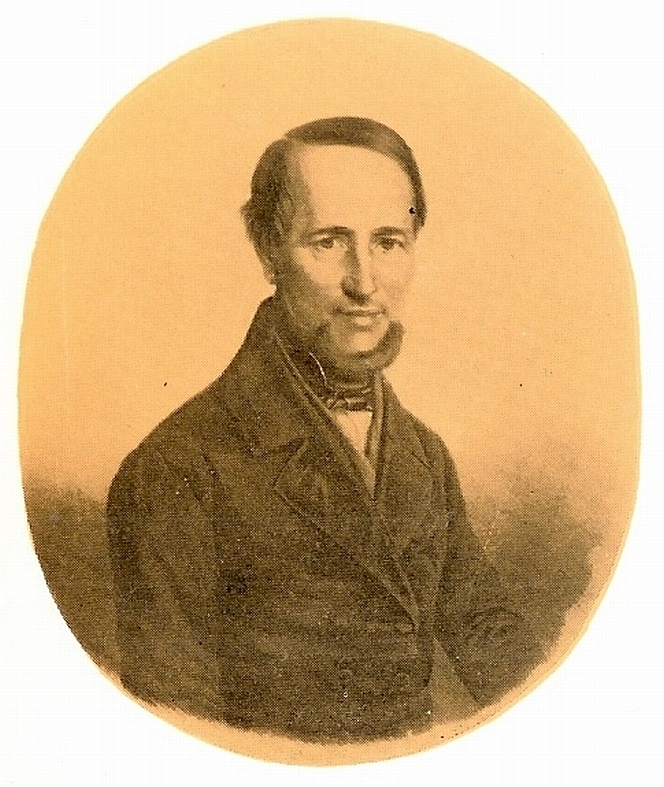
Paul Tischbein – Porträt J. F. W. Lesenberg (Lithographie)

Johann Friedrich Wilhelm Lesenberg, eigentlich Wilhelm Lesenberg, in der Literatur auch als Friedrich Lesenberg oder als Friedrich Wilhelm Lesenberg (* 21. September 1802 in Ludwigslust; † 2. September 1857 in Rostock) war ein deutscher Mediziner, Stadtphysicus in Rostock und Zeichner.

## Leben
Wilhelm Lesenberg war ein Sohn des Ludwigsluster Rektors und späteren (seit 1805) Pastors in Hanstorf, (Joachim) Christian Lesenberg (1763–1810) und dessen Frau Ilsabe Auguste (Caroline), geb. Studemund (1762–1816), Pastorentochter aus Dobbertin. Seine Schulzeit verbrachte er seit 1811 in Rostock, 1819 wurde er bei der Volkszählung als Primaner geführt. Er studierte ab 1821 Medizin an der Universität Rostock. Hier schloss er sich dem Corps Vandalia Rostock an. Nach der Promotion am 19. Mai 1827 wurde er in Rostock als praktischer Arzt tätig. Am 14. April 1828 erhielt er die Rezeption und die Zulassung als Privatdozent (Venia Legendi). Er wirkte dann ab 1830 auch als Privatdozent an der Rostocker Universität, wo er Vorlesungen in Encyklopädie und Methodologie der Medicin, Chirurgie und Geburtshilfe gab. Am 8. Mai 1840 wurde er zum Rostocker Stadtphysicus ernannt, womit ihm die Aufsicht über das städtische Gesundheitswesen oblag. Er war Mitglied der Mecklenburgischen Naturforschenden Gesellschaft zu Rostock.

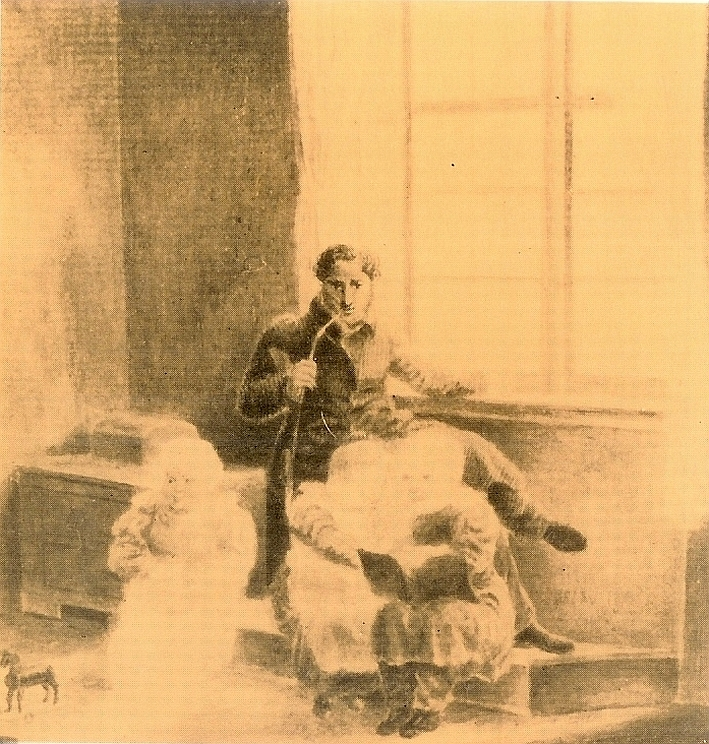
Selbstbildnis mit Kindern (Tusche, Feder, Blei)

Lesenberg war neben seinen medizinischen Tätigkeiten auch künstlerisch als Maler und Zeichner aktiv. Er war kein professioneller Künstler, über den künstlerischen Werdegang ist nichts bekannt. Ob die Nähe zur berühmten, auch in Rostock vertretenen Künstlerfamilie Tischbein um August Tischbein und dessen Sohn Paul ihn inspirierte, kann nur vermutet werden. Sein zeichnerisches Werk, zunächst nur für die Familie und enge Freunde gedacht, kam erst als Nachlass Mitte des 20. Jahrhunderts in den Besitz des Rostocker Museums. Das Werk ist für die Volkskunde von Interesse, da er in seinen mehrheitlich als Federzeichnungen ausgeführten Genreszenen die damaligen Lebensgewohnheiten und das Alltagsleben akribisch festhielt. Daneben schilderte er immer wieder die Landschaft um Rostock und die Ostseeküste um Warnemünde. Diese detailreich mit Bleistift, Feder oder Pinsel gestalteten Bilder lassen sich immer lokalisieren. Auch die zahlreichen Schiffsbilder sind sehr exakt ausgeführt und zeugen von einem gründlichen Studium der Schiffskörper und Takelagen.
Lesenberg heiratete am 18. Mai 1829 Dorothea (Charlotte Albertine) Ahlers (1808–1850), Tochter des Rostocker Ratskellermeisters Carl Friedrich Ahlers (1772–1812). Der Ehe entstammten fünf Kinder; (Sigismund Leopold) Wilhelm (1830–1916), Luise (Auguste Johanna) (1832–1915), Otto (Christian Ludwig) (1833–1914), Carl (Christian Ernst) (1834–1914) und Emma (Auguste Bertha) (1843–1926). Der älteste, gleichnamige Sohn Wilhelm wurde ebenfalls Mediziner und Nachfolger seines Vaters als Rostocker Stadtphysicus. Otto Lesenberg wurde Betriebsdirektor der Städtischen Gas-Anstalt in Rostock. Carl Lesenberg wurde Bankier und Königlich Großbritannischer Vice-Consul sowie Lloyds-Agent, die Töchter wurden Musiklehrerinnen. Die Familie Lesenberg wohnte in den ersten Ehejahren Bei der Marienkirche 12, ab 1838 in der Wokrenterstraße 36, Ecke Pläterstraße und ab 1844 Am Burgwall 41.
Lesenberg verstarb im September 1857 wenige Tage vor seinem 55. Geburtstag.

## Werke (Auswahl)
Schriften
- De Mutata Morbi Venerei Natura Animadversiones. Sectio I. (Dissertatio Quam Pro Venia legendi), Adler, Rostock 1830.
- De Staphyloraphia Quaedam. (Dissertatio Inauguralis Medico-Chirurgica), Adler, Rostock 1827.  (Digitalisat, MDZ Bayerische Staatsbibliothek)

Zeichnungen

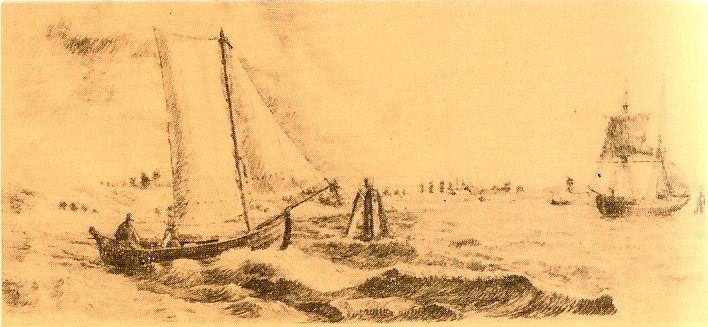
Warnemünder Fischer-Jolle auf der Fahrt nach Rostock […] (Federzeichnung)

- Eine Gardinenpredigt. 1829/30, braunlavierte Federzeichnung
- Selbstbildnis mit Kindern. Tuschezeichnung mit Feder und Blei
- Dorfstraße in Biestow. 1837, Feder
- Fischerhaus an der Warnow: Feder
- Die Schlittenfahrt. 1835, Feder
- Der an Bord gebrachte Lotse führt die Brigg in den Hafen von Warnemünde. um 1836, Feder
- Warnemünder Fischer-Jolle auf der Fahrt nach Rostock, in der Höhe von Langenort kreuzend. um 1835, Feder[8]

Die Zeichnungen Wilhelm Lesenbergs wurden zwischen 1946 und 1951 von dem Rostocker Kaufmann und Chronisten Robert Vietzens (1896–1951) katalogisiert,  aufbereitet und als Portfolio in zwei Kassetten zusammengeführt. Sie kamen nach dem Tod der Enkelin Anna Lesenberg (1862–1957) in den Besitz des Kulturhistorischen Museums in Rostock. Im Zuge der Ausstellung DER STADTPHYSIKUS … wurden sie 2022/23 von der Universität Rostock digitalisiert und können nunmehr als Vietzens-Portfolio über den Katalog der Universitätsbibliothek abgerufen werden.

## Ausstellungen
- 1948: Wilhelm Lesenberg. Museum der Stadt Rostock, Juli – August 1948
- 1989: Friedrich Wilhelm Lesenberg. Kulturhistorisches Museum Rostock – Grafikkabinett, Februar – April 1989
- 1996: Dr. W. Lesenberg – Rostocker Arzt und Künstler. Kulturhistorisches Museum Rostock – Grafikkabinett, Sept. 1996 – Jan. 1997[14]
- 2023: DER STADTPHYSIKUS: MEDIZIN & ROMANTIK. Zeichnungen von Dr. med. Wilhelm Lesenberg (1802–1857) Rostock. Kulturhistorisches Museum Rostock, 17. Februar bis 29. Mai 2023[15]